# Giáo hoàng Ađrianô II
Ađrianô II (Latinh: Adrianus II) là vị giáo hoàng thứ 106 của Giáo hội Công giáo. Ông là người kế nhiệm Giáo hoàng Nicholas I sau khi vị Giáo hoàng này qua đời vào 13 tháng 11 năm 867. Theo niên giám tòa thánh năm 1806 thì ông đắc cử Giáo hoàng năm 867 và ở ngôi Giáo hoàng trong 4 năm 14 tháng vài ngày. Niên giám tòa thánh năm 2003 xác định triều đại của ông là từ ngày 14 tháng 12 năm 867 cho tới ngày 14 tháng 12 năm 872.
Ông được ghi nhớ qua việc đội vương miện cho vua nước Anh, Alfred Cả và cố gắng giải hoà những tranh chấp sâu xa giữa các dân tộc Công giáo. Ông triệu tập một công đồng tại Constantinopolis, tại đây Thượng Phụ Photius bị lên án và vạ tuyệt thông.
Giáo hoàng Adrianus sinh tại Rôma. Bề ngoài, bộ dạng ông vừa chột, vừa thọt. Ông đắc cử năm 80 tuổi sau hai lần từ chối được bổ nhiệm.

## Gia đình
Ông đã là linh mục từ 25 năm, trước khi chịu chức đã có gia đình và có một người con gái. (K. Dopierała, Księga Papieży, Pallotinum, Poznań, 1996, p. 106).
Sau khi đắc cử, ông đem vợ và con vào ở trong điện giáo tông. Cô con gái của Giáo hoàng lại bị một chàng trai hào hoa phong nhã tên là Eleuthêrô bắt cóc. Buộc Giáo hoàng phải xin Hoàng Đế Lu-y II can thiệp chống lại kẻ dụ dỗ. Anh chàng Eleuthêrô liền giết người yêu và người mẹ vợ hờ, tức con gái và vợ Giáo hoàng. Uy tín Đức Hadrianô II bị hạ thấp.
Trong Giáo hội, tất cả những ai muốn tiếp tục sự nghiệp và chính sách của Cố Giáo hoàng Nicôla đều lo âu. "Bây giờ tất cả những kẻ bị Giáo hoàng trừng trị, vì tội ngoại tình, hoặc tội gì khác, đều nhiệt tình làm việc để phá huỷ những gì người đã làm, xoá bỏ tất cả những gì người đã ra lệnh".

## Nước Pháp
Giáo hoàng Adrianus buộc Hoàng Đế Lôthariô II phải thề không quan hệ tội lỗi với nàng ái phi một cách bất chính nữa.
Năm 865, Lôthariô qua đời. Các chú ông ta là Carôlô-Đầu Sói và Lu-y người Nhật Nhĩ Man, muốn thu hồi sản nghiệp của cháu. Carôlô Đầu Sói nhanh tay, 4 tuần sau, liền đội triều thiên tại Metz. Rồi ông lại muốn luôn tước vị Hoàng Đế của Lu-y II, vua nước Ý. Hai anh em Carôlô- Đầu Sói và Lu-y người Nhật Nhĩ Man thoả thuận chiếm gia sản người quá cố, bất chấp công bằng và lợi ích chung.
Giáo hoàng liền phản đối, bảo vệ quyền lợi về lãnh thổ của Lu-y II. Tổng Giám mục Reims, là Hincmarô, được vua trao nhiệm vụ, đã trả lời Giáo hoàng rằng "chính trị thì phải làm bằng gươm, bằng kiếm, chứ không phải bằng vạ tuyệt thông, và rằng nếu như các vấn đề tôn giáo thuộc quyền Đức Giáo hoàng thì các vẫn đề chính trị lại thuộc về các vua".

## Công đồng chung VIII
Vụ Photius là nguyên nhân khiến cho bầu khí Roma – Byzancia trở nên căng thẳng. Photius được cử lên làm thượng phụ giáo chủ năm 858, do âm mưu của tướng Bardas, trong khi đức thượng phụ Ignatius còn sống. Giáo hoàng Nicolas I phủ nhận việc cất nhắc này. Tức thì Photius hội công đồng đòi cách chức Giáo hoàng và lập giáo hội Constantinopoli ly khai.
Sau khi đức Nicholas qua đời ngày 13 tháng 11 năm 867 và Đức Adrianus II kế vị. Lúc này Basiliô I đoạt ngôi Hoàng đế, sau khi giết Bardas và Hoàng đế Micae III, ông vội vàng tống khứ Photius.
Giáo hoàng Adrianus liền triệu tập đại công đồng (Công đồng chung VIII) ngay tại Constantinopoli, lên án Giáo hội ly khai và ra vạ tuyệt thông cho Pholitus, đặt tất cả những người thuộc phe vị "tử đạo" Ignatius vào hàng ngũ của mình.
Công Đồng Constantinôpôli 869-870 đã bị Giáo hội Đông Phương loại ra ngoài danh sách các Công Đồng chung một thời gian lâu. Nhưng chẳng bao lâu Hoàng đế nhận thấy đã hoà hợp quá chặt chẽ với Roma và ông ghen vì Đức Adrianus II sủng ái Hoàng Đế Tây Phương Lu-y II hơi nhiều. Ông xét thấy những lời tuyên bố thần phục người ta đòi hỏi phe Pholitus là quá đáng. Và một lần nữa vấn đề Bulgaria lại làm cho mọi việc rối thêm.

## Vấn đề Bulgaria
Bôrisô – vua Bulagaria- muốn có một Giáo hội Bulgaria độc lập. Ông xin tấn phong chức giáo chủ cho Formosus, người được ông tín nhiệm và mến phục. Khi Formsus được gọi về, ông lại xin phong chức giáo chủ cho vị phó tế Marinus, người được cử sang làm đại sứ ở Constantinopoli làm đặc sứ tòa thánh nhưng mắc kẹt ở Bulgaria.
Cũng như vị tiền nhiệm, Đức Adrianus II đã từ chối yêu cầu này. Bôrisô nổi giận, gửi một phái bộ sang Byzancia, xin cho nước Bulgaria được thần phục toà thượng phụ Constantinôpôli. Đại sứ Bulgaria đến Constantinopoli khi đại công đồng vừa bế mạc (28.2.870), hoàng đế Basilius yêu cầu các nghị phụ hội thêm một ngày để nhận xét việc Borisô xin.
Các nghị phụ tán thành việc Bulgaria lệ thuộc giáo chủ Constantinopoli, mặc cho các đại diện của Tòa thánh Roma phản đối. Thượng Phụ Ignatius chấp thuận tấn phong một Tổng Giám mục và 10 Giám mục cho nước Bulgaria, phản ngay Toà Thánh đã từng bảo vệ ông. Adrianus II lên tiếng phản đối nhưng vô ích. Ông liền tấn phong Thánh Mêthôđiô làm Tổng Giám mục Sirmium.
Đức Adrianus II cũng là người đã cho phép hai anh em Constantinô (sau đổi thành Cyrillô) và Mêthôđiô sinh tại Thessalonica, những người có công rất lớn trong việc truyền bá tin mừng cho người Slavia được phép cử hành thánh lễ bằng tiếng Slavia.